# Liste afrikanischer Philosophen
Dies ist eine Liste afrikanischer Philosophen. Die Liste umfasst Philosophen, die in der afrikanischen Tradition theoretisieren (siehe Afrikanische Philosophie), sowie Philosophen vom afrikanischen Kontinent. Sie erhebt keinen Anspruch auf Aktualität oder Vollständigkeit:

Karte der wichtigsten ethnolinguistischen Gruppen Afrikas (Jahr 1996), erstellt von Library of Congress Geography and Map Division (im Wesentlichen basierend auf G. P. Murdock, Africa, its peoples and their cultural history, 1959).

## Namensliste
Ägypten
- Ptah-Hotep
- Kagemni I
- Mustafa Abd al-Rizq
- Arnouphis
- Abdel Rahman Badawi
- Mohamed Osman Elkhosht
- Georg von Laodicea
- Hassan Hanafi
- Ihab Hassan
- Zaki Naguib Mahmoud
- Abdel Wahab El-Messiri
- Plotinus
- Rifa'a al-Tahtawi
- Fouad Zakariyya
- Maimonides
- Arius Didymus

Algerien
- Louis Althusser
- Mohammed Arkoun
- Augustin von Hippo
- Malek Bennabi
- Albert Camus
- Hélène Cixous
- Jacques Derrida
- Frantz Fanon
- Bernard-Henri Lévy
- Mohammed Chaouki Zine

Äthiopien
- Walda Heywat
- Zera Yacob

Benin
- Paulin J. Hountondji

(Deutschland)
- Anton Wilhelm Amo (siehe Ghana)

(Eritrea)
- Tsenay Serequeberhan

(Frankreich)
- Aimé Césaire

Gambia
- Alieu Ebrima Cham Joof

Ghana
- Kwame Nkrumah
- Nii Bortey Bilson
- Kwame Anthony Appiah
- Al-Hajj Salim Suwari (Soninke)
- Anton Wilhelm Amo
- W. E. B. Du Bois
- Kwame Gyekye
- Ato Sekyi-Otu
- Kwasi Wiredu
- William Abraham

Guinea
- Ahmed Sékou Touré

Guinea-Bissau
- Amílcar Cabral

Hellenistisch
- Apollodor von Athen
- Kleitomachos
- Dio von Alexandria
- Dionysius von Kyrene
- Heraclides Lembus
- Hypatia
- Lakydes von Kyrene

Kamerun
- Achille Mbembe

Kap Verde
- Amílcar Cabral (s. a. Guinea-Bissau)

Kenia
- Dismas A. Masolo
- John Mbiti (Schweiz)
- Micere Githae Mugo
- Henry Odera Oruka
- Ngũgĩ wa Thiong'o
- PLO Lumumba
- Ali A. Mazrui (Vereinigte Staaten)

Kongo
- Jacques Depelchin
- V. Y. Mudimbe
- Ernest Wamba dia Wamba
- Theophile Obenga

Libyen
- Sextus Julius Africanus
- Aref Ali Nayed

Malawi
- Didier Kaphagawani

Mali
- Amadou Hampâté Bâ

Marokko
- Taha Abdurrahman
- Alain Badiou
- Bensalem Himmich
- Mohammed Abed al-Jabri
- Mohammed Aziz Lahbabi
- Judah ben Nissim
- Mohammed Sabila
- Abu al-Abbas as-Sabti
- Mohammed Allal Sinaceur
- Hourya Sinaceur
- Ibn Ṭufayl
- Abdellatif Zeroual

(Martinique)
- Frantz Fanon (siehe Algerien)
- Aimé Césaire (siehe Frankreich)

Mosambik
- Severino Ngoenha
- José P. Castiano

Nigeria
- Obafemi Awolowo
- John Olubi Sodipo
- Chinua Achebe
- Wole Soyinka
- Nana Asma'u (Sokoto)
- Emmanuel Chukwudi Eze
- Joseph I. Omoregbe
- Usman dan Fodio (Sokoto)
- Josephat Obi Oguejiofor
- Ike Odimegwu
- Theophilus Okere
- Sophie Oluwole
- Olusegun Teju Oladipo
- Innocent Chilaka Onyewuenyi
- Kolawole Olu-Owolabi
- Kevin Ugochukwu Onwunali

Ruanda
- Alexis Kagame

(Schweiz)
- John Mbiti (siehe Kenia)

Senegal
- Cheikh Anta Diop
- Leopold Sedar Senghor
- Souleymane Bachir Diagne
- Kocc Barma Fall

Südafrika
- Es'kia Mphahlele
- John Langalibalele Dube
- Steve Biko
- John McDowell
- Gift Gugu Mona
- Mabogo P. More
- Mogobe Ramose
- Mpho Tshivhase
- David Benatar
- David Theo Goldberg (USA)

Tansania
- Julius Nyerere

Tunesien
- Ibn Khaldun
- Rachida Triki
- Tertullian

Uganda
- Okot p’Bitek
- Apollo Kaggwa

(Vereinigte Staaten)
- W. E. B. Du Bois (siehe Ghana)
- Ali A. Mazrui (siehe Kenia)
- David Theo Goldberg (siehe Südafrika)